# Irredentismo yugoslavo

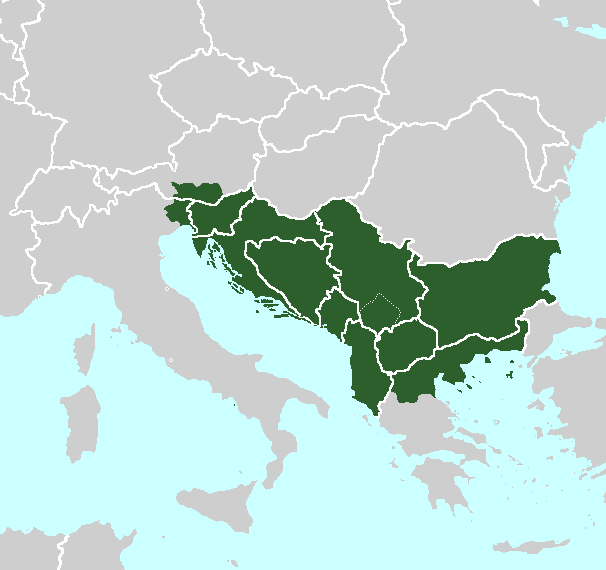
Mapa de la Gran Yugoslavia como fue propuesta por Josip Broz Tito.

El irredentismo yugoslavo se refiere a un irredentismo que promueve una Yugoslavia que une todos los territorios poblados por eslavos meridionales dentro de ella, que comprende sus territorios históricamente unidos de Bosnia y Herzegovina, Croacia, Macedonia del Norte, Montenegro, Serbia y Eslovenia, incluido el territorio en disputa de Kosovo; incluiría también territorios reclamados por los yugoslavos que no habían sido incorporados dentro del estado de Yugoslavia, entre ellos Bulgaria, Tracia Occidental y la Macedonia griega, y en algunas propuestas otros territorios más. El gobierno del Reino de Yugoslavia buscó la unión con Bulgaria o su incorporación a Yugoslavia. La República Federativa Socialista de Yugoslavia bajo el gobierno de Josip Broz Tito buscó crear una Yugoslavia integral que incorporase dentro de las fronteras de Yugoslavia: la Macedonia griega y Tracia, Albania, Bulgaria, al menos una parte de la Carintia austríaca o toda ella, y en noviembre de 1943 había reclamado toda la región italiana de Friuli-Venecia Julia.

## Historia
Los defensores del irredentismo yugoslavo incluían tanto a monárquicos como a republicanos. Días antes de la creación de Yugoslavia en 1918, el político yugoslavo Svetozar Pribićević declaró que las fronteras de Yugoslavia deberían extenderse "desde Soča hasta Salónica". Las propuestas en el período de entreguerras para incluir a Bulgaria dentro de Yugoslavia, incluyeron afirmaciones de los republicanos de que una república era necesaria para una Gran Yugoslavia con Bulgaria, mientras que otras afirmaron que una república no podría incluir a Bulgaria, porque en ese momento era un reino, y en su lugar afirmaron que un la monarquía constitucional sería una forma apropiada de estado que podría incluir a Bulgaria dentro de ella. El movimiento Zveno en Bulgaria apoyó una Gran Yugoslavia que incluía tanto a Bulgaria como a Albania. El movimiento Zveno participó en el golpe de Estado búlgaro de 1934, los golpistas declararon su intención de formar de inmediato una alianza con Francia y buscar la unificación de Bulgaria en una Gran Yugoslavia.
Una vez que comenzó la Segunda Guerra Mundial, en 1940 el general Milan Nedić propuso que Yugoslavia se uniera a las potencias del Eje y atacara a Grecia para apoderarse de Salónica. Durante este período, el gobierno británico apoyó la creación de una Gran Yugoslavia después de la guerra debido a la oposición al acceso del gobierno búlgaro a las potencias del Eje, en mayo de 1941 respaldando el documento del Dr. Malcom Burr a favor de la incorporación de Bulgaria a Yugoslavia después de la guerra.
Después de la Segunda Guerra Mundial, Tito declaró que Yugoslavia tenía derecho a tener Trieste y toda Carintia, incluida la Carintia austríaca, y dijo: "Hemos liberado Carintia, pero las condiciones internacionales eran tales que tuvimos que dejarla temporalmente. Carintia es nuestra y lucharemos para ello".